# Св. св. Петър и Павел (Майор Узуново)
Вижте пояснителната страница за други значения на Свети апостоли Петър и Павел.
„Св. св. апостоли Петър и Павел“ е православна църква във видинското село Майор Узуново.

## История
Храмът е изграден в Халваджи (името на селото до 1934 година) в XIX век. През Руско-турската война през 1878 г. храмът е запален, но изгаря само покривът, тъй като зидарията е каменна.

## Архитектура
Църквата е издължена безкуполна базилика с притвор. След Освобождението градежът е пристегнат с метални шини. През 50-те години в предната част на храма е достроена масивна камбанария.
Иконостасът е обикновен дъсчен, а стенописи липсват. Иконите са дело на зограф от Дебърската художествена школа, подписал се на иконата на Свети Георги.
В селото свещенодействат: свещеник Йон, синът му Атанас Попйонов и внукът му Иван Попатанасов, ръкоположен през 1911 г. След неговото пенсиониране служат свещеник Стефан Попеленков, свещеник Василий Трифонов (1941-44) и свещеник Евгени Стаменов.